# Falsostesilea perforata
Falsostesilea perforata är en skalbaggsart som först beskrevs av Maurice Pic 1926.  Falsostesilea perforata ingår i släktet Falsostesilea och familjen långhorningar. Inga underarter finns listade i Catalogue of Life.